# 漪汾公园
37°52′45″N 112°30′45″E / 37.87917°N 112.51253°E
漪汾公园，是中华人民共和国山西省太原市万柏林区千峰北路的一个公立公园。

## 沿革
漪汾公园占地约99151平方米，东临望景花园，西至千峰北路，北临兴华南小区，南临漪汾苑。1993年，该公园纳入城市建设总体规划。公园内设计了海棠玉兰园、牡丹园，通过人工雕塑、假山、水景、绿化等建设。2008年初开工，2009年5月18日正式开放。2012年，山西省人民政府认定其为山西省四星级公园（同年被认定的还有太原玉门河公园、阳泉城市中心公园、临汾汾河生态公园、运城圣惠公园）。该公园每年度举办文化节，以芍药为主。

## 相关
- 太原外国语学校